# Judith de Baviera y Welf

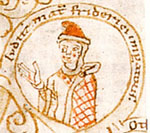
Judith de Baviera

Judith de Baviera nació hacia en el año de 1103. Murió el 22 de febrero de 1131. Miembro de la poderosa casa Guelfa. Hija mayor de Enrique IX de Baviera "el Negro" y Wulfhilda de Sajonia. Contrajo matrimonio, entre 1119 y 1121, con Federico II de Suabia, duque de Suabia-Hohenstaufen. Tuvieron por hijo a Federico I Barbarroja, emperador de Alemania (1122).

## Familia
Judith nació en 1103, la hija mayor de Enrique IX, duque de Baviera y Wulfhilda de Sajonia, hija de Magnus Duque de Sajonia y la princesa Sofía de Hungría. Tenía tres hermanos Enrique X de Baviera, Conrado, y Güelfo VI; y tres hermanas, Sofía, Matilda, y Wulfhild.
En una fecha desconocida entre 1119 y 1121, se casó con el duque Federico II de Suabia (1090 - 6 de abril de 1147); este matrimonio dinástico unió la Casa de Welf con la Dinastía Hohenstaufen, las dos familias más poderosas e influyentes de Alemania. Tuvieron dos hijos:
- Federico I Barbarroja, emperador del Sacro Imperio (1122-10 de junio de 1190), se casó el 9 de junio de 1156 con Beatriz de Borgoña, con quien tuvo 12 hijos.

- Bertha (Judith) de Suabia (1123-18 de octubre de 1194/25 de marzo de 1195), casada en 1138 con el duque Matías I de Lorena, con quien tuvo siete hijos.

## Muerte
Judith  murió el 22 de febrero de 1131 y fue enterrada en Waldburg.